# Horst-Michael Schaffer
 Horst-Michael Schaffer (* 1971 in Weißkirchen in Steiermark)  ist ein österreichischer Jazzmusiker (Trompete, Gesang, Komposition); gemeinsam mit Heinrich von Kalnein leitete er ab 2003 die Jazz Bigband Graz, die er seit 2023 alleine leitet.

## Leben und Wirken
Schaffer erhielt mit zwölf Jahren ersten Trompetenunterricht. Er besuchte als Trompetenschüler verschiedene Musikschulen, bis er 18 Jahre alt wurde. Ab 1991 studiert er vier Jahre lang  klassischen Gesang am Johann-Joseph-Fux-Konservatorium Graz. Von 1994 bis 2000 studierte er Jazztrompete an der Kunstuniversität Graz, am College of Music in Leeds und bei Darren Irwin und John Bowman in London sowie bei Bobby Shew in Los Angeles (Abschluss in Graz mit Auszeichnung).
Nachdem er zwei Jahre in London verbracht hatte, wurde er Songwriter für BMG. Als Produzent und Musiker im Pop- und Clubbereich arbeitete er mit Künstlern wie Jens Winter, Frank Travis, Maxwell, Freddy Cash jr., Nick Cave, X-Colored, Vienna Scientists, Karim Matusiewicz (Na Wylot) oder Alex Deutsch.
1999 wurde Schaffer Mitglied der Jazz Bigband Graz und arbeitete er mit u. a. Sabina Hank (Music in a Mirror), Ed Partyka, Georg Breinschmid (Brein's World), Erich Kleinschuster, Django Bates, Louis Sclavis, Patti Austin, Kurt Elling, John Hollenbeck (Joy & Desire), Fritz Pauer, Rens Newland (Freedom Street Parade), Wayne Darling und Mark Murphy. Ab 2003 leitete er mit Kalnein die Jazz Bigband Graz, mit der mehrere Alben vorlegte. Von 2004 bis 2009 war er zudem als Theatermusiker am Burgtheater beschäftigt.
2003 war Schaffer zudem ein Jahr lang Lehrer am Jazz-Institut der Kunstuniversität Graz, wo er die Fächer Trompete und Ensemble unterrichtete. Seit 2008 unterrichtet er Jazztrompete an der Universität für Musik und darstellende Kunst Wien.

## Diskographische Hinweise
- Jazz Bigband Graz: Urban Folktales (2012)
- Jazz Bigband Graz: The Space Between Us (2023)[1]
- Heinrich von Kalnein / Horst-Michael Schaffer & JBBG Smål: Fruits of Passion & Sorrow (2025)[3]

als Produzent und Komponist
- Karimski Club (Karimski Club)
- Maxwell (Prisoners)
- Shanice Keighton (Breakin’ Thru The Clouds)
- Stars & Stripes Major Label (The Empire)
- Stacy Chaplin (Fragrance)